# Wim ter Keurs
Wim ter Keurs is een Nederlandse bioloog, milieuactivist en natuurbeschermer. Hij was actief binnen de afdeling Milieubiologie van de Rijksuniversiteit Leiden en diverse milieugroepen. 

## Maatschappelijke natuurbescherming
Ter Keurs maakte in de jaren 70 en 80 deel uit van een beweging die de natuurbescherming  'maatschappelijker' wilde maken. Hij verzette zich tegen wat hij noemde de absolute natuurbeschermers die zich onvoldoende bekommerden om de maatschappelijke consequenties van natuurbeschermingswensen. Hij had oog voor de maatschappelijke noodzaak van sommige ingrepen maar bestreed deze krachtig als deze maatschappelijke noodzaak niet kon worden aangetoond. Zo ageerde hij tegen de kanalisatie van beken in Twente, de aanleg van snelwegen in Zuid-Holland, zoals bij Leiden en in Delfland , en tegen bepaalde vormen van rationalisatie in de landbouw. Hij zocht naar oplossingen om uit de gepolariseerde verhouding tussen natuurbeschermers en boeren te komen. Zijns inziens diende de landbouw zodanig te veranderen dat deze een geïntegreerd karakter kreeg, oftewel een lndbouw die leidt tot en productie en gezond voedsel en rijke natuur en een mooi landschap. Hij maakte en maakt deel uit van verschillende werk- en actiegroepen, zoals de Werkgroep Milieubeheer Leiden en de Stichting Behoud Stad, Natuur en Landschap Rijnland.

## Erkenning
Ter Keurs werd in 2018 op 78-jarige leeftijd uitgeroepen tot de meest markante man van Voorschoten en een jaar later in dezelfde gemeente genomineerd voor de titel Man/Vrouw van 2019.

## Publicaties
Hij publiceerde vaak samen met André van der Zande en Wouter van der Weijden, doorgaans over landbouw en recreatie in relatie tot natuur en milieu. Enkele publicaties zijn:
- Poppelaars, A.J., A.N. van der Zande, W.J. ter Keurs (1982). Verspreidingspatronen van recreanten in grote gebieden. – Een tel- en analyseprobleem. Recreatievoorzieningen 1982 nr. 5, 233-237.
- Verstrael, Theo, Wim ter Keurs, André van der Zande & Wouter van der Weijden (1983). De verstoring van weidevogelpopulaties door wegen. Het Vogeljaar jaargang 31 (3) 1983, pp. 138-151.
- Weijden, W.J. van der m.m.v. G.J. Baaijens, P.E. de Jongh, W.J. ter Keurs, H.A. Udo de Haes en A.N. van der Zande (1977). Het dilemma van de nationale landschapsparken. Reeks “Natuur en Milieu” nr. 9, uitgave Stichting Natuur en Milieu, 1977, 64 pp.
- Weijden, W.J. van der , W.J. ter Keurs and A.N. van der Zande (1978). Nature Conservation & agricultural policy in the Netherlands. Ecologist Quarterly; Winter 1978, Vol. 1, pp. 317-335.
- Zande, A.N. van der, W. J. ter Keurs & W.J. van der Weijden (1980). The impact of roads on the densities of four bird species in an open field habitat – evidence of a long distance effect. Biological Conservation 18 (1980), pp. 299-231.

- International Standard Name Identifier: 0000 0000 3386 7525
- Library of Congress Control Number: n99020405
- Nationale Bibliotheek van Israël: 987007381662705171
- Nederlandse Thesaurus van Auteursnamen: 072260971
- Virtual International Authority File: 55941367
- WorldCat: E39PBJvRYVXtVxwJVyJhd3gYfq